# Sonakshi Sinha
Sonakshi Sinha (née le 2 juin 1987) est une actrice et mannequin indien. 
Elle débute en 2010 avec Salman Khan dans Dabangg, l'un des plus gros succès du box office indien qui lui permet de recevoir plusieurs prix de la meilleure actrice débutante. Après avoir tourné dans quelques-unes de plus grosses productions de Bollywood en 2012 et 2013, elle apparaît dans Lootera, un film d'auteur de Vikramaditya Motwane, salué par les critiques. 

## Campagne
Sonakshi Sinha a déclaré être militante pour la cause animale et avait posé pour une campagne PETA recommandant l'adoption et la stérilisation de chiens et de chats.  Elle a joué le rôle principal dans un PSA vidéo d'une minute, en conseillant à chacun d'adopter des animaux et les fait stériliser. Elle a été citée en disant "Des éleveurs, les animaleries et les gens qui ne stérilisent pas leurs animaux sont responsables de tous les animaux qui se retrouvent sans foyer. La chaque fois quelqu'un achète un chien ou un chat d'un éleveur ou d'une animalerie, un animal sans foyer parcourant les rues ou attendant dans un abri d'animal perd une chance dans une maison et une bonne vie"

## Filmographie
| Année  | Film                                 | Rôle          | Réalisateur           | Partenaire(s)                                | Notes                                                            |
| ------ | ------------------------------------ | ------------- | --------------------- | -------------------------------------------- | ---------------------------------------------------------------- |
| 2010   | Dabangg                              | Rajjo Pandey  | Abhinav Singh Kashyap | Salman Khan                                  | Filmfare Award du meilleur espoir féminin                        |
| 2012   | Rowdy Rathore                        | Paro          | Prabhu Deva           | Akshay Kumar                                 |                                                                  |
| 2012   | Joker                                | Diva          | Shirish Kunder        | Akshay Kumar, Minisha Lamba, Shreyas Talpade |                                                                  |
| 2012   | Son Of Sardaar                       | Jiya          | Ashwini Dhir          | Ajay Devgan, Sanjay Dutt, Juhi Chawla        |                                                                  |
| 2012   | Dabangg 2                            | Rajjo Pandey  | Arbaaz Khan           | Salman Khan                                  |                                                                  |
| 2013   | Himmatwala                           | Elle-même     |                       |                                              | Participation exceptionnelle dans le clip Thank God It's Friday  |
| 2013   | Lootera                              | Pakhi         | Vikramaditya Motwane  | Ranveer Singh                                |                                                                  |
| 2013   | Once Upon A Time In Mumbaai Dobaara! | Yasmin Thakur | Milan Luthria         | Akshay Kumar, Imran Khan                     | Suite de Once Upon A Time In Mumbaai                             |
| 2013   | Bullet Raja                          | Mitali        | Tigmanshu Dhulia      | Saif Ali Khan, Jimmy Shergill                |                                                                  |
| 2013   | R... Rajkumar                        | Chanda        | Prabhu Deva           | Shahid Kapoor, Sonu Sood                     |                                                                  |
| 2014   | Holiday: A Soldier Is Never Off Duty | Saiba         | A. R. Murugadoss      | Akshay Kumar                                 | Remake du film tamoul Thuppakki                                  |
| 2014   | Action Jackson                       | Khushi        | Prabhu Deva           | Ajay Devgan, Sonu Sood                       |                                                                  |
| 2014   | Linga                                | Bharathi      | K. S. Ravikumar       | Rajinikanth, Anushka Shetty                  | Film tamoul                                                      |
| 2015   | Tevar                                | Radhika       | Amit Sharma           | Arjun Kapoor                                 | Remake du film télougou Okkadu                                   |
| 2015   | All is Well                          | Elle-même     |                       |                                              | Participation exceptionnelle dans le clip nachan farrate         |
| 2016   | Akira (en)                           | Akira         | A. R. Murugadoss      | Anurag Kashyap, Amit Sadh                    | Remake du film tamoul Mouna Guru                                 |
| 2016   | Force 2                              |               | Abhinay Deo           | John Abraham                                 |                                                                  |
| 2017   | Noor                                 | Noor          | Sunhil Sippy          |                                              | Adaptation du roman "Karachi, You're Killing Me!" de Saba Imtiaz |
| Projet | Namastey England                     |               | Vipul Shah            | Akshay Kumar                                 |                                                                  |
| Projet | Ittefaq                              |               | Abhay Chopra          | Sidarth Malhotra                             |                                                                  |
| Projet | Dabbang 3'                           |               | Arbaaz khan           | Salman Khan, Sonu Sood                       |                                                                  |